# Lethrus medvedevi
Lethrus medvedevi är en skalbaggsart som beskrevs av Semenov och Gussakovsky 1934. Lethrus medvedevi ingår i släktet Lethrus och familjen tordyvlar. Inga underarter finns listade i Catalogue of Life.